# Episodi di Testimoni silenziosi (prima stagione)
La prima stagione della serie televisiva Testimoni silenziosi è andata in onda nel Regno Unito su BBC One dal 21 febbraio al 3 aprile 1996.
In Italia è stata trasmessa dal canale satellitare Hallmark Channel a partire dal 5 settembre 2006.
| nº | Titolo originale                | Titolo italiano | Prima TV UK      | Prima TV Italia  |
| -- | ------------------------------- | --------------- | ---------------- | ---------------- |
| 1  | Buried Lies: Part 1             |                 | 21 febbraio 1996 | 5 settembre 2006 |
| 2  | Buried Lies: Part 2             |                 | 22 febbraio 1996 |                  |
| 3  | Long Days, Short Nights: Part 1 |                 | 28 febbraio 1996 |                  |
| 4  | Long Days, Short Nights: Part 2 |                 | 29 febbraio 1996 |                  |
| 5  | Darkness Visible: Part 1        |                 | 13 marzo 1996    |                  |
| 6  | Darkness Visible: Part 2        |                 | 14 marzo 1996    |                  |
| 7  | Sins of the Fathers: Part 1     |                 | 2 aprile 1996    |                  |
| 8  | Sins of the Fathers: Part 2     |                 | 3 aprile 1996    |                  |